# Dives (Band)
Dives (Eigenschreibweise: DIVES) ist eine österreichische Indie-Pop-Band aus Wien, bestehend aus Dora de Goederen (Schlagzeug), Tamara Leichtfried (Gitarre, Gesang) und Viktoria Kirner (Bass, Gesang). Die Band ist seit 2015 aktiv und hat sich durch ihren DIY-Ansatz sowie durch zahlreiche internationale Auftritte eine große Fangemeinde im Indie- und Underground-Umfeld aufgebaut.

## Geschichte
Dives wurden 2015 im Rahmen des Pink Noise Camps gegründet – einer Musikwoche für Frauen, inter*, trans und nicht-binäre Personen, die musikalisches Empowerment fördert. Die Bandmitglieder begegneten sich dort teilweise ohne vorherige Instrumentenkenntnisse. In der Folge begannen sie, regelmäßig gemeinsam zu proben und entwickelten schnell einen autodidaktischen, unprätentiösen Zugang zur Musik.
2017 veröffentlichte die Band ihre erste selbstbetitelte EP. 2017 wurden sie zum FM4 Soundpark Act des Monats November gewählt.
2019 erschien das erste Album Teenage Years Are Over über das Independent-Label Siluh Records. Produziert wurde es von Wolfgang Möstl von Mile Me Deaf und Killed by 9V Batteries.
2021 erschien die Single Burger begleitet von einer Multimedia-Kampagne inklusive Musikvideo und Browserspiel.
2022 folgte das zweite Album Wanna Take You There, das deutlich poppiger wurde. Die Band wurde mit dem Förderprogramm The New Austrian Sound of Music des Bundesministerium für europäische und internationale Angelegenheiten unterstützt.
Nach ihren ersten Konzerten in Wien erspielten sich Dives bald nationale und internationale Aufmerksamkeit. Bis 2025 spielte die Band über 200 Konzerte in 19 Ländern, unter anderem in Deutschland, Großbritannien, Schweden, Mexiko und den USA. Zu den Highlights zählen Auftritte beim Reeperbahn Festival (Deutschland), Eurosonic Noorderslag (Niederlande), The Great Escape (UK), c/o pop (Deutschland), Viva Sounds (Schweden) sowie beim Festival Internacional Cervantino (Mexiko), einem der größten Festivals Lateinamerikas.
Dives tourten mit internationalen Acts wie Courtney Barnett, Franz Ferdinand, L.A. Witch, AnnenMayKantereit und Bilderbuch. Sie spielten in bekannten Clubs wie dem Monarch in Berlin und dem Konzerthaus Wien. Im Jahr 2022 nahm die Band an einer Vienna Session für das US-amerikanische Musikformat World Café von NPR teil. 2025 traten Dives beim New Colossus Festival in New York City auf.
2025 gab die Band bekannt sich nach 10 Jahren aufzulösen. Ein letztes gemeinsames Konzert soll am 3. Dezember 2025 in der Arena Wien stattfinden.

## Stil und Rezeption
Musikalisch bewegen sich Diveszwischen Indie-Rock, Garage-Pop und Lo-Fi-Pop. Ihr Stil ist geprägt von eingängigen Melodien, treibendem Rhythmus und mehrstimmigem Gesang. Kritiker loben den unmittelbaren, ungekünstelten Sound der Band sowie ihren feministischen und inklusiven Hintergrund. Die Texte haben ebenfalls einen feministischen und inklusiven Ansatz, wenden sich unter anderem gegen Mansplaining und Alltagssexismus, wie beim Song Burger.

## Diskografie

### EPs
- 2017: DIVES (Siluh Records)

### Singles
- 2018: Waiting
- 2019: Chico
- 2020: 100 Times
- 2020: Stay Right Here
- 2021: Burger
- 2021: Streets
- 2022: Ego
- 2022: Say
- 2024: Be Fine
- 2024: Happier
- 2025: Invisible (Luise-Pop-Coverversion)

## Auszeichnungen
- 2017: FM4 Soundpark Act des Monats November
- 2018: XA Music Export Award[17]